# Риказоли (Арецо)
Риказоли је насеље у Италији у округу Арецо, региону Тоскана.
Према процени из 2011. у насељу је живело 115 становника. Насеље се налази на надморској висини од 233 м.